# Oakwood (Oklahoma)
Oakwood és un poble dels Estats Units a l'estat d'Oklahoma. Segons el cens del 2000 tenia 72 habitants.

## Demografia
Segons el cens del 2000, Oakwood tenia 72 habitants, 35 habitatges, i 17 famílies. La densitat de població era de 115,8 habitants per km².
Dels 35 habitatges en un 22,9% hi vivien nens de menys de 18 anys, en un 42,9% hi vivien parelles casades, en un 2,9% dones solteres, i en un 48,6% no eren unitats familiars. En el 42,9% dels habitatges hi vivien persones soles el 20% de les quals corresponia a persones de 65 anys o més que vivien soles. El nombre mitjà de persones vivint en cada habitatge era de 2,06 i el nombre mitjà de persones que vivien en cada família era de 2,83.
Per edats la població es repartia de la següent manera: un 16,7% tenia menys de 18 anys, un 12,5% entre 18 i 24, un 19,4% entre 25 i 44, un 29,2% de 45 a 60 i un 22,2% 65 anys o més.
L'edat mediana era de 47 anys. Per cada 100 dones de 18 o més anys hi havia 106,9 homes.
La renda mediana per habitatge era de 18.125 $ i la renda mediana per família de 36.875 $. Els homes tenien una renda mediana de 16.250 $ mentre que les dones 30.625 $. La renda per capita de la població era de 21.254 $. Entorn del 18,2% de les famílies i el 22% de la població estaven per davall del llindar de pobresa.

## Poblacions més properes
El següent diagrama mostra les poblacions més properes.